# Fernando Llanos (periodista)
Luis Fernando Llanos Readi (Lima, 30 de agosto de 1977) es un periodista, reportero, presentador de televisión y creador de contenido peruano, conocido por haber desarrollado su carrera televisiva en la conducción de los noticieros de la televisión peruana.

## Biografía

### Primeros años
Nació el 30 de agosto de 1977 en el distrito de La Victoria, en Lima, bajo el nombre completo de Luis Fernando Llanos Readi.[cita requerida] Proveniente de una familia de clase media, estudió la carrera de ciencias de la comunicación en la Universidad de San Martín de Porres, en el cual fue egresado en el grado de bachiller y obtuvo la licenciatura en 1999. Años más tarde, obtuvo el grado de magister en el año 2021.

### Trayectoria televisiva
Comenzó su carrera periodística en 1995 como reportero y locutor de la extinta emisora Full deporte. Gracias a su trabajo, le ha permitido iniciar su etapa en la televisión peruana, asumiendo el rol de reportero deportivo del canal Frecuencia Latina en 1997.
En el año 1999, se suma a las filas de la otra televisora local Panamericana Televisión, asumiendo el rol de reportero del programa deportivo semanal Teledeportes. A partir de los años 2000, fue parte en el elenco principal del noticiero 24 horas de Panamericana Televisión como reportero de noticias. Debido a que el dueño del canal Genaro Delgado Parker no le pagó el sueldo de su trabajo, se dedicó al oficio de vendedor de zapatillas de deporte. En 2007, Llanos registró un evento telúrico en Lima que dio la vuelta al mundo.
En el año 2009, firma un contrato exclusivo con América Televisión, retomando su faceta de reportero en el programa semanal Domingo al día. Al año siguiente, asume la conducción del noticiero América noticias: Edición dominical, inicialmente compartiendo el programa junto a Pamela Acosta en la etapa 2010-2015, luego con Valerie Vásquez de Velasco en la etapa 2015-2021 y finalmente con Paola González en su última etapa 2023-2024.
En el año 2022, fue presentador del noticiero Noticias por la mañana por la televisora hermana Canal N junto a la presentadora y periodista Kathya Cruz.[cita requerida]  Sin embargo, en marzo de 2024, renuncia al canal América debido a sus posiciones políticas, producto de su entrevista al abogado del expresidente Alberto Fujimori realizándolo preguntas incómodas, y al abuso que sufrió durante su etapa en el canal. Tras su retiro de América noticias, Llanos fue reemplazado por el también periodista Juan Carlos Alcántara.
En el año 2018, fue parte de la realización del evento Reto por la vida junto al médico José Carlos Gutiérrez, que fue organizada por INEI.
En el año 2023, participó en la conferencia del evento Encuentro de Periodistas: Periodismo y Tendencias Multimedia en la Universidad César Vallejo en conmemoración del Día del Periodista en el Perú.

### Las cinco pepas de Llanos
Tras renunciar a América Televisión, recibió una propuesta de Carlos Orozco, comunicador y celebridad de Internet, para formar parte de su plataforma de streaming LaRoro Network. Sin embargo, optó por lanzar su propio programa, Las cinco pepas de Llanos, de forma independiente en 2024. Se trata de un mininoticiero que se graba desde su domicilio, en el distrito de Surquillo, y en otros lugares de la localidad, como por ejemplo, en los mercados y las avenidas de Lima.
Tras su estreno, tuvo una gran aceptación en la plataforma TikTok, lo que supuso el inicio de su faceta como celebridad de Internet. En esa plataforma, en seis meses alcanzó el millón de seguidores y en abril de 2024, tuvo 17 000 personas viendo en directo. En ella, destacó en la cobertura de temas como la reforma del sistema de pensiones privadas y el paro de transportistas de 2024. También realizó la entrevista a Rafael López Aliaga, en la que le hizo preguntas incómodas. Según afirmó Llanos en una entrevista para el portal Infobae, con su programa se mantiene alejado de la televisión peruana sin necesidad de estar en un estudio de grabación.

## Créditos

### Televisión
| Año       | Título                              | Rol                     | Emisión                 |
| --------- | ----------------------------------- | ----------------------- | ----------------------- |
| 1997-1998 | 90 segundos                         | Reportero de deportes   | Frecuencia Latina       |
| 1999-2000 | Teledeportes                        | Reportero de deportes   | Panamericana Televisión |
| 2001-2008 | 24 horas                            | Reportero               | Panamericana Televisión |
| 2009-2010 | Domingo al día                      | Reportero               | América Televisión      |
| 2010-2024 | América noticias: Edición dominical | Presentador de noticias | América Televisión      |
| 2022-2024 | Noticias por la mañana              | Presentador de noticias | Canal N                 |

### Programas web
- Las cinco pepas de Llanos (desde 2024), presentador.

### Radio
- Full deporte (1995-1996), locutor deportivo y reportero.